# هرا هیلمار
هرا هیلمار (ایسلندی: Hera Hilmar؛ زادهٔ ۲۷ دسامبر ۱۹۸۸) بازیگر اهل ایسلند است.
از فیلم‌ها یا برنامه‌های تلویزیونی که وی در آن نقش داشته است، می‌توان به آنا کارنینا، موتورهای مرگبار، پلیدی‌های دا وینچی و دیدن اشاره کرد.

## فیلم‌شناسی
| نام فیلم          | سال  | نقش      |
| ----------------- | ---- | -------- |
| طوفان آرام        | ۲۰۰۷ | دیسا     |
| دو پرنده          | ۲۰۰۸ | لارا     |
| آنا کارنینا       | ۲۰۱۲ | واریا    |
| دسته پنجم         | ۲۰۱۳ |          |
| زندگی در تنگ ماهی | ۲۰۱۴ | ایک      |
| سوگند             | ۲۰۱۶ | آنا      |
| یک مرد معمولی     | ۲۰۱۷ | تانیا    |
| ستوان عثمانی      | ۲۰۱۷ | لی‌لی     |
| اشرام             | ۲۰۱۸ |          |
| موتورهای مرگبار   | ۲۰۱۸ | هستر شاو |

### مجموعه تلویزیونی
| سال       | عنوان             | نقش          | یادداشت‌ها |
| --------- | ----------------- | ------------ | --------- |
| ۲۰۱۲      | جهان بی‌پایان      | مارجری       | مینی‌سریال |
| ۲۰۱۳–۲۰۱۵ | پلیدی‌های دا وینچی | ونسا موسکالا | ۲۵ قسمت   |
| ۲۰۱۸      | رومانوفس          | آندین        |           |
| ۲۰۱۹      | دیدن              | ماگرا        | نقش اصلی  |